# Maneuver Support Vessel (Light)
Maneuver Support Vessel (Light) je perspektivní třída vyloďovacích člunů armády Spojených států amerických. Celkem může být postaveno až 36 člunů této třídy. Armáda k roku 2022 počítala s třinácti kusy. Ve službě nahradí vyloďovací čluny typu LCM-8 (Landing Craft Mechanized-8) z éry vietnamské války. Oproti nim má mimo jiné větší nosnost (LCM-8 totiž neunese tank M1A2 Abrams), vyšší rychlost a menší ponor, takže jej lze nasadit na více místech po světě.

## Stavba
Zakázku na vývoj a stavbu až 36 člunů této třídy získala roku 2017 americká loděnice Vigor Industrial (Vigor). Na projektu spolupracuje se společností BMT. Plavidlo vychází z jejího konceptu vyloďovacího plavidla BMT Caimen-90. Je to první větší objednávka plavidel pro americkou armádu po více než dvaceti letech. Kýl prototypového člunu SSG Elroy F. Wells byl založen v září 2017 v loděnici Vigor ve městě Vancouver ve státě Washington. Člun byl na vodu spuštěn 10. října 2022. Následovat budou jeho zkoušky. Rozhodnutí o počáteční sériové výrobě MSV(L) má padnout v roce 2023. V rámci počáteční sériové výroby mají vzniknout celkem čtyři další čluny.

## Konstrukce
Plavidlo unese 82 tun nákladu, což představuje jeden tank M1 Abrams, dva obrněné transportéry Stryker, čtyři obrněná vozidla Joint Light Tactical Vehicle, nebo jiný náklad. K obraně slouží dvě dálkově ovládané zbraňové stanice M153 CROWS II, nesoucí buď 12,7mm kulomet M2HB, nebo 40mm granátomet Mk.19. Pohonný systém tvoří tři motory o celkovém výkonu 7800 hp, pohánějící trojici vodních trysek. Nejvyšší rychlost dosahuje 21 uzlů s nákladem a přesahuje třicet uzlů u prázdného člunu. Dosah je více než 360 námořních mil s nákladem.